# Гурко Йосип Володимирович
Гурко (Ромейко-Гурко) Йосип Володимирович (нар. 16 (28) липня 1828 — 15 (28) січня 1901) — російський генерал-фельдмаршал (1894).

## Життєпис
Походив з шляхетного роду Могильовської губернії, з відомого роду білоруських дворян.
Закінчив навчання у Пажеському корпусі (1846).
Сприяв реалізації у життя селянської реформи 1861.
Командував кавалерійськими підрозділами, служив у свиті імператора Олександра II (1862—1866) флігель-ад'ютантом. Брав участь у російсько-турецькій війні 1877—1878; командував 70-тисячним військом, здійснив складний перехід через Балкани і, здобувши ряд перемог, звільнив від турецьких військ Софію й інші болгарські міста та Адріанополь (нині м. Едірне, Туреччина).
У 1879—1880 — помічник командуючого військами гвардії та Петербурзького військового округу, тимчасовий петербурзький генерал-губернатор.
Для боротьби з терористами-народниками, які винесли Г. смертний вирок, 1879 розробив інструкцію «Порядок виконання смертних вироків» (рос. Порядок исполнения смертных приговоров), що діяла в Російській імперії наприкінці 1870 — поч. 1880-х рр.
У 1882—1883 рр. командував Одеським військовим округом і обіймав посаду місцевого генерал-губернатора. За розпорядженням імператора Олександра III головував на військово-польових судах проти терористів і виносив їм смертні вироки (С.Халтуріну, М.Желвакову та ін.).
У 1883—1894 — командував військами Варшавського військового округу і одночасно був генерал-губернатором. Займався спорудженням фортець та будівництвом стратегічних доріг, підготовкою військ до майбутніх бойових дій. У російській історіографії Г. вважається послідовником суворовської школи (див. О.Суворов) у військовій справі.
У 1894 р. пішов у відставку і мешкав у своєму маєтку.
Помер у с. Сахарово (нині село Тверської області, Росія).

## Родина
- Прадід — Гурко-Ромейко Йосип (Юзеф), підкоморій Вітебського воєводства
- Дід — Гурко-Ромейко Йосип Йосипович (†1811), перший курляндський віце-губернатор (1796—1799), дійсний статський радник
- Батько — Гурко Володимир Йосипович (1795—1852), генерал від інфантерії, начальник всіх резервних і запасних військ Російської імперії
- Мати — Тетяна Олексіївна, уроджена баронеса фон Корф (1794—1840)
- Дружина (з 1861 р.) — графиня Марія Андріївна Саліас-де-Турнемір (1842—1906)
  - Діти:
- Олексій (14.10.1880—08.01.1889),
- Миколай (1874—04.11.1898),
- Володимир (1862—1927),
- Василь (1864—1937),
- Євген (1866—1891),
- Дмитро (1872—1945).